# Église Saint-Denis de Chazemais
L'église Saint-Denis est située sur la commune de Chazemais, dans le département de l'Allier, en France.

## Historique
L'édifice est inscrit au titre des monuments historiques par arrêté du 27 mai 1952.

## Mobilier
Quatre objets font l'objet d'une protection dans la base Palissy.